# Robin ATL
Pour les articles homonymes, voir ATL.
Le Robin ATL (Avion Très Léger) est un avion léger biplace français, conçu par la société Avions Robin dans les années 1980 en réponse au besoin des aéroclubs de disposer d'avions biplaces économiques. C'est un monoplan monomoteur équipé d'un train d'atterrissage fixe et, contrairement à l'usage, d'un empennage en V.

## Conception et développement
Au début des années 1980, la société Avions Pierre Robin débuta la conception d'un avion biplace extrêmement léger visant à répondre à la demande des aéroclubs français. Ces derniers avaient en effet besoin d'un avion d'entraînement léger à bas cout car le prix des modèles américains de l'époque ne cessait d'augmenter. À cela s'ajoutait un taux de change défavorable, ce qui déclencha une compétition entre différents constructeurs aéronautiques pour proposer un nouvel avion d'entraînement léger qui pourrait être produit en masse pour répondre aux besoins des aéroclubs français subventionnés.
Avions Robin remporta la compétition en 1983 avec son modèle ATL, un monoplan monomoteur à aile basse équipé d'un train d'atterrissage fixe et d'un empennage en V. Le fuselage était composé de plastique renforcé de fibre de verre avec une aile en bois et toile . Un nouveau moteur très léger avait été  développé pour cet avion, le JPX PAL 1300 de 35 kW, moteur deux temps à trois cylindres en étoile.
Le premier prototype décolla le 17 juin 1983. Les tests révélèrent que ce nouveau moteur, insuffisamment puissant, avait tendance à vibrer. Afin d'accélérer son développement et sa certification, le prototype fut donc équipé d'un moteur automobile Volkswagen modifié, ce qui servit de base pour la production. Comme ce moteur quatre temps était plus lourd que le moteur d'origine, les ailes de l'avion furent disposées en  flèche vers l'avant afin de maintenir le centre de gravité de l'avion dans une position acceptable par rapport à l'aile.

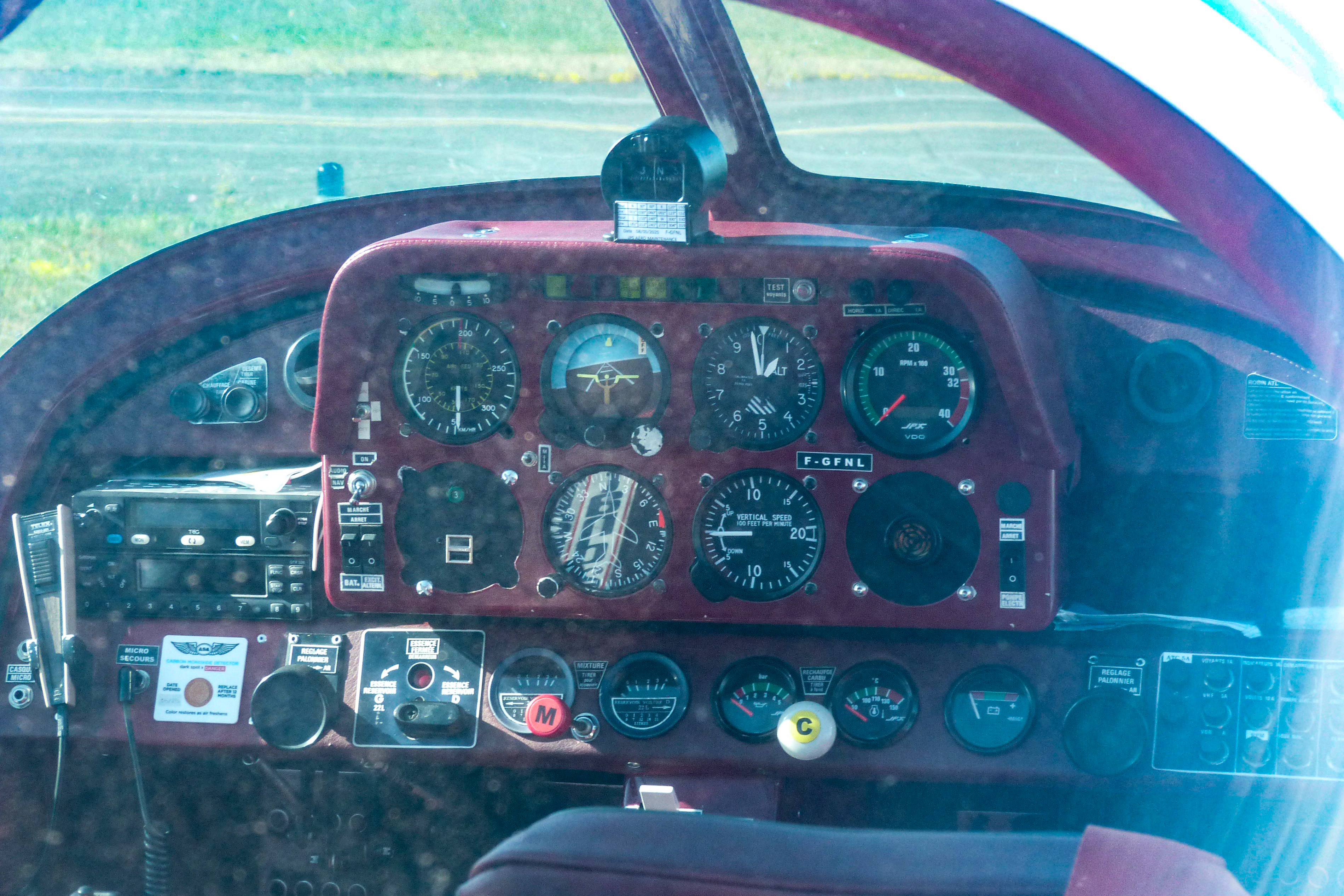
Vue du cockpit à travers le vitrage arrière.
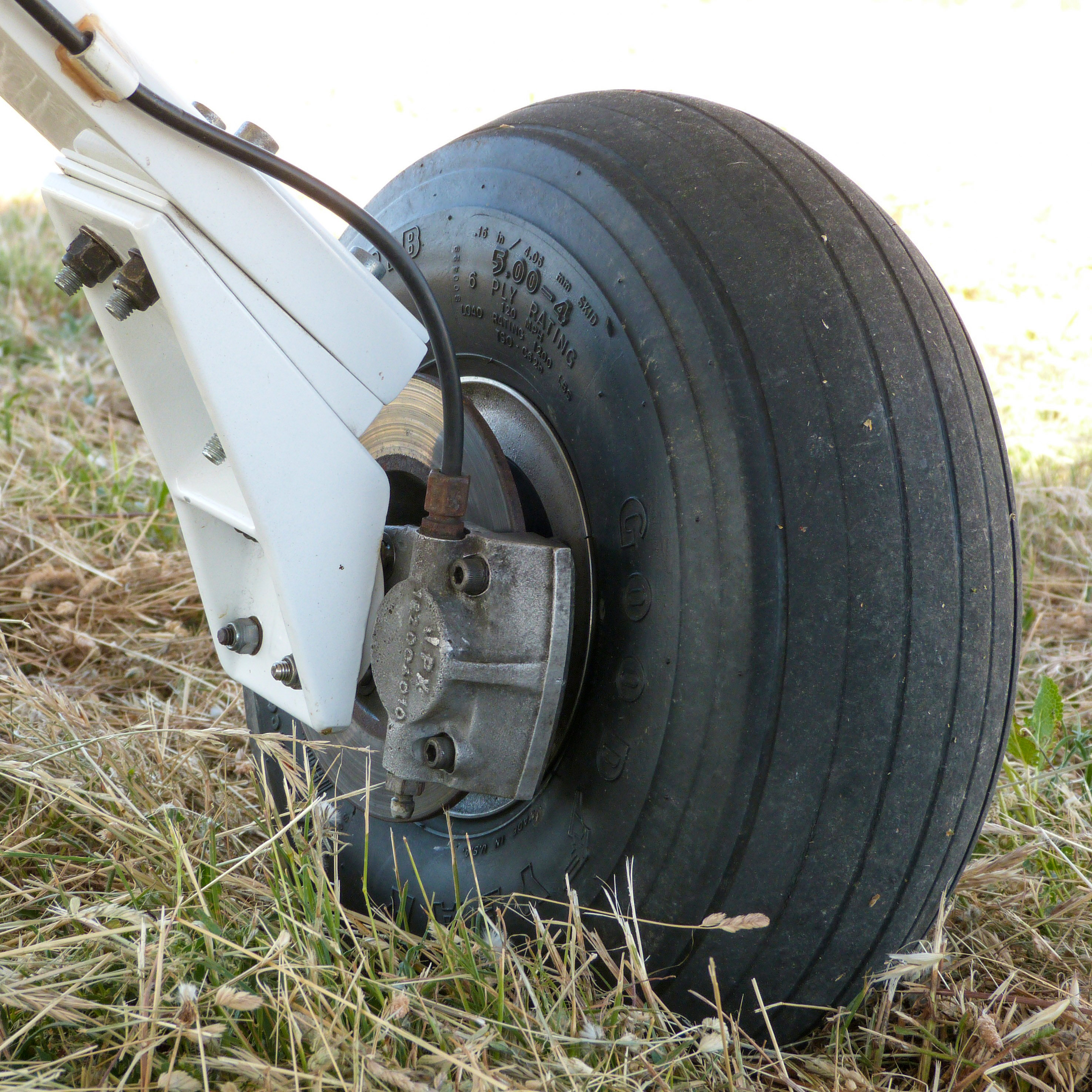
Système de freinage.

## Commercialisation
La Fédération française aéronautique passa une première commande de 30 ATL en novembre 1983, et les premières livraisons eurent lieu en avril 1985 avec une certification de navigabilité limitée. L'avion obtint la certification complète le 15 juin 1986. Des problèmes de moteur furent cependant rencontrés, et les premiers appareils produits furent rappelés pour modification, ce qui limita l'attrait du modèle, notamment pour l'exportation.
Une solution à ce problème consista à équiper l'appareil d'un moteur plus fiable et Avions Robin développa une nouvelle version pour le marché allemand, propulsée par un moteur Limbach de 52,5 kW. Bien que le Limbach soit aussi un moteur Volkswagen modifié, c'est un moteur à double allumage, contrairement aux moteurs JPX utilisés précédemment, qui sont à allumage unique. Ceci fut certifié en 1989, mais trop tard et la production fut interrompue en 1991 avec un total de 132 appareils, dont 10 propulsés par un moteur Limbach.

## Versions
ATL Club
Version de la production initiale, appelée Bijou au Royaume-Uni.
ATL Club modèle 88
Version produite ultérieurement et équipée d'une hélice plus petite offrant une plus grande garde au sol et permettant à l'appareil de transporter plus de carburant.
ATL Club modèle 89
Version propulsée par le moteur Limbach.

## Et l'histoire continue...
- Bul Aviation, filiale du groupe Apex, a présenté en 1998 un ULM, le Zulu, conçu autour du fuselage de l'ATL mais avec une motorisation plus légère (Rotax 912 80HP), une aile rectangulaire et un empennage classique.
- Quelques constructeurs amateurs ont, depuis transformé des ATL en ULM en les allégeant au maximum [6],[7]